# Přísečná
Přísečná – wieś i gmina w Czechach, w powiecie Český Krumlov, w kraju południowoczeskim. Według danych z dnia 1 stycznia 2013 liczyła 202 mieszkańców. Położona jest tuż przy Českým Krumlovie.